# سرطان المثانة في القطط والكلاب
يكون سرطان المثانة في القطط والكلاب (بالإنجليزية: Bladder cancer in cats and dogs)‏ عادة سرطان الخلايا الانتقالية، الذي ينشأ من الخلايا الظهارية التي تبطن المثانة. في كثير من الأحيان يكون سرطان المثانة هو سرطان الخلايا الحرشفية، أو سرطانة غدية، أو ساركوما عضلية.

## العلامات والأعراض
الأعراض الأكثر شيوعًا لسرطان الخلايا الانتقالية هي الدم في البول، التبول المؤلم، التبول المتكرر و / أو الإجهاد للتبول. يمكن أن يبدو هذا مشابهًا جدًا لعدوى الجهاز البولي.

## التشخيص
تتضمن الاختبارات التشخيصية عادةً اختبارات الدم الكاملة وتحليل البول وزراعة البول والأشعة السينية للبطن والصدر وتصوير المثانة. يتطلب التشخيص النهائي لسرطان المثانة إجراء خزعة من الأنسجة وفحص لاحق للخلايا تحت المجهر.

## العلاج
نظرًا لأن معظم سرطانات المثانة غازية لجدار المثانة، فإن الاستئصال الجراحي عادة لا يكون ممكنًا. يتم علاج غالبية أورام سرطان الخلايا الانتقالية إما بالعلاج الكيميائي التقليدي أو الأدوية المضادة للالتهابات غير الستيرويدية.

## الوبائية
بالمقارنة مع سلالات الكلاب الأخرى، فإن الكلاب الاسكتلندية لديها خطر متزايد للإصابة بسرطان الخلايا الانتقالية.